# Kilutea River
Kilutea River är ett vattendrag i Kanada.   Det ligger i territoriet Nunavut, i den nordöstra delen av landet, 3 100 km norr om huvudstaden Ottawa.
Trakten runt Kilutea River är nära nog obefolkad, med mindre än två invånare per kvadratkilometer.